# Baseball ai V Giochi panamericani
Il baseball ai V Giochi panamericani si svolse a Winnipeg, in Canada, dal 24 luglio al 5 agosto 1967. Presero parte al torneo cinque formazioni e la vittoria finale andò, per la prima volta, agli Stati Uniti.

## Girone preliminare
| Squadre     | Giocate | Vinte | Perse | RF | RA | Pct   |
| ----------- | ------- | ----- | ----- | -- | -- | ----- |
| Cuba        | 8       | 7     | 1     |    |    | .875  |
| Stati Uniti | 8       | 6     | 2     |    |    | 0.750 |
| Porto Rico  | 8       | 4     | 4     |    |    | 0.500 |
| Messico     | 8       | 2     | 6     |    |    | 0.250 |
| Canada      | 8       | 1     | 7     |    |    | 0.125 |

### Risultati
| Partite     | Partite | Partite | Partite     |
| ----------- | ------- | ------- | ----------- |
| Messico     | 3 - 1   | 7 - 3   | Canada      |
| Cuba        | 4 - 3   | 9 - 2   | Stati Uniti |
| Messico     | 1 - 4   | 3 - 6   | Stati Uniti |
| Canada      | 3 - 2   | 2 - 5   | Porto Rico  |
| Cuba        | 4 - 1   | 6 - 5   | Messico     |
| Porto Rico  | 3 - 8   | 3 - 7   | Stati Uniti |
| Stati Uniti | 14 - 10 | 14 - 2  | Canada      |
| Cuba        | 3 - 0   | 6 - 5   | Porto Rico  |
| Cuba        | 6 - 4   | 9 - 10  | Canada      |
| Porto Rico  | 9 - 5   | 7 - 6   | Messico     |

## Finale
| 3 agosto 1967 | Cuba | 3 – 8 | Stati Uniti |  |

| 4 agosto 1967 | Stati Uniti | 5 – 7 | Cuba |  |

| 5 agosto 1967 | Cuba | 1 – 2 | Stati Uniti |  |

## Classifica finale
| Classifica | Squadre     |
| ---------- | ----------- |
|            | Stati Uniti |
|            | Cuba        |
|            | Porto Rico  |
| 4          | Messico     |
| 5          | Canada      |